# War & Peace Vol. 1 (The War Disc)
| Críticas profissionais                                                      | Críticas profissionais |
| Avaliações da crítica                                                       | Avaliações da crítica  |
| Fonte                                                                       | Avaliação              |
| --------------------------------------------------------------------------- | ---------------------- |
| Allmusic                                                                    | [ 1 ]                  |
| Entertainment Weekly                                                        | (B+)                   |
| Los Angeles Times                                                           | [ 3 ]                  |
| RapReviews                                                                  | (5/10)                 |
| Robert Christgau                                                            | dud                    |
| Rolling Stone                                                               | [ 6 ]                  |
| Esta tabela precisa de ser acompanhada por texto em prosa. Consulte o guia. |                        |

War & Peace Vol. 1 (The War Disc) é o quinto álbum de estúdio do rapper Ice Cube, lançado em 17 de Novembro de 1998 pela Priority Records. É a primeira parte do projeto de duas partes de Ice Cube, War & Peace, a segunda parte, War & Peace Vol. 2 (The Peace Disc) foi lançada em 21 de Março de 2000.
The War Disc foi produzido por Bud'da, E-A-Ski, o próprio Ice Cube, K-Mac, N.O. Joe e T-Mix. O álbum se movimenta desde canções de rap pesadas até fusões de rap-metal, como a música "Fuck Dying", feita em parceria com a banda KoRn.
Este álbum não foi bem recebido pela crítica mas foi um sucesso comercial. Estreou na sétima posição da Billboard 200 com 180.000 cópias vendidas na primeira semana. Acabou vendendo 1.057.243 cópias, e foi certificado como disco de platina pela RIAA.

## Lista de faixas
| N.º | Título                                                    | Produtor(es)                | Duração |  |
| 1.  | "Ask About Me"                                            | T-Mix                       | 3:06    |  |
| 2.  | "Pushin' Weight" (featuring Mr. Short Khop)               | N.O. Joe                    | 4:38    |  |
| 3.  | "Dr. Frankenstein"                                        | N.O. Joe, Ice Cube, Joe Joe | 4:54    |  |
| 4.  | "Fuck Dying" (featuring Korn)                             | Ice Cube                    | 4:03    |  |
| 5.  | "War & Peace"                                             | Bud'da, Ice Cube            | 3:18    |  |
| 6.  | "Ghetto Vet"                                              | Bud'da                      | 5:05    |  |
| 7.  | "Greed"                                                   | Ice Cube                    | 4:29    |  |
| 8.  | "MP (Interlude by Master P)"                              |                             | 0:49    |  |
| 9.  | "Cash Over Ass"                                           | Ice Cube                    | 4:21    |  |
| 10. | "The Curse of Money" (featuring Mack 10)                  | N.O. Joe, Ice Cube,Joe Joe  | 3:39    |  |
| 11. | "The Peckin' Order"                                       | Ice Cube,Deep Fried Damp    | 3:21    |  |
| 12. | "Limos, Demos & Bimbos" (featuring Mr. Short Khop)        | Ice Cube, Butch             | 3:51    |  |
| 13. | "Once Upon a Time in the Projects 2"                      | Ice Cube                    | 3:05    |  |
| 14. | "If I Was Fuckin' You" (featuring Mr. Short Khop & K-Mac) | Butch                       | 3:28    |  |
| 15. | "X-Bitches"                                               | N.O. Joe                    | 4:59    |  |
| 16. | "Extradition"                                             | Ice Cube, Bud'da            | 4:38    |  |
| 17. | "3 Strikes You In"                                        | N.O. Joe, Ice Cube          | 4:34    |  |
| 18. | "Penitentiary"                                            | E-A-Ski, Ice Cube           | 4:12    |  |

## Samples
Extradition
- "The Message" by Grandmaster Flash and The Furious Five

War & Peace
- "Don't Speak" by No Doubt

F*** Dying
- "MacArthur/Patton: The General Suite" by The City of Prague Philharmonic Orchestra

## Posições de pico dos singles
| Ano  | Canção           | Posições          | Posições                         | Posições        |
| Ano  | Canção           | Billboard Hot 100 | Hot R&B/Hip-Hop Singles & Tracks | Hot Rap Singles |
| ---- | ---------------- | ----------------- | -------------------------------- | --------------- |
| 1998 | "Pushin' Weight" | 26                | 12                               | 1               |
| 1999 | "Fuck Dying'"    | -                 | -                                | -               |